# Patient Number 9
Patient Number 9 è il dodicesimo e ultimo album in studio del cantautore britannico Ozzy Osbourne, pubblicato il 9 settembre 2022 dalla Epic Records.

## Descrizione
Ozzy Osbourne annuncia di essere al lavoro al suo dodicesimo album di inediti già quattro giorni dopo la pubblicazione dell'undicesimo album Ordinary Man, e che rientrerà in studio con Andrew Watt, già produttore dell'ultimo disco. Oltre a Watt alla chitarra rimane nella formazione precedentemente adottata da Ozzy per Ordinary Man anche Chad Smith alla batteria, mentre Duff McKagan contribuisce alle parti di basso in sole due tracce, venendo sostituito da Robert Trujillo nelle restanti undici. Appaiono numerosi ospiti speciali alla chitarra in quasi ogni traccia, volutamente scelti da Ozzy stesso, tra i quali Zakk Wylde, che viene investito della maggior parte delle sezioni soliste e di Tony Iommi, alla prima collaborazione con Osbourne al di fuori dei Black Sabbath. Ozzy ha inoltre dichiarato di aver invitato Jimmy Page a partecipare al disco, così da «avere i migliori chitarristi del pianeta [nel disco]», non ottenendo però risposta dal chitarrista britannico. Il batterista dei Foo Fighters Taylor Hawkins fa la sua apparizione in tre brani, registrati prima della sua prematura scomparsa nel marzo 2022. L'ultimo brano della tracklist, Darkside Blues, era in realtà già presente nel precedente Ordinary Man, ma solo come traccia bonus dell'edizione giapponese dell'album.
Il 24 giugno 2022 viene pubblicato il singolo omonimo Patient Number 9, con Jeff Beck alla chitarra, insieme al relativo video musicale diretto da Todd McFarlane e M. Wartella. La clip è il primo video in assoluto a incorporare disegni dello stesso Osbourne, come lui stesso scrive su Twitter ed Instagram: "I miei demoni erano animati e possono essere visti durante l'assolo di chitarra di Jeff Beck nella canzone". Il brano ha debuttato al numero 1 nella classifica Hot Hard Rock Songs di Billboard, e al numero 17 e 22 rispettivamente della Hot Rock Songs e della Hot Rock & Alternative Songs. Allo stesso tempo, Ozzy ha annunciato ufficialmente l'album stesso e ha rivelato la copertina dell'album, l'elenco dei brani e la data di uscita.
Il 22 luglio è stato presentato il secondo singolo Degradation Rules con Tony Iommi. Il 5 settembre, quattro giorni prima dell'uscita dell'album, è stato pubblicato il terzo singolo Nothing Feels Right con Zakk Wylde, che torna a suonare su un disco in studio di Ozzy dopo quindici anni dall'ultima volta, ovvero da Black Rain, del 2007.. Il 7 settembre è stato annunciato che Osbourne si esibirà brevemente durante lo spettacolo dell'intervallo all'apertura della stagione NFL 2022 dei Los Angeles Rams contro i Buffalo Bills l'8 settembre a promozione dell'album. Il 9 settembre 2022, in contemporanea con l'uscita dell'album, è stato pubblicato il quarto singolo estratto dall'album, One of Those Days, con il chitarrista Eric Clapton come ospite.
Con la seconda posizione ottenuta nella Official Albums Chart alla sua pubblicazione, è l'album da solista dal miglior debutto commerciale nel Regno Unito di Ozzy Osbourne. Il disco ha valso ad Osbourne, dopo 11 anni dall'ultima nomination (escludendo quelle ottenute insieme ai Black Sabbath), 4 nomination ai Grammy Awards 2023: migliore album rock, miglior interpretazione metal per Degradation Rules, e miglior canzone rock e miglior interpretazione rock per il brano Patient Number 9. Trionferà nelle prime due categorie.

## Tracce
1. Patient Number 9 (feat. Jeff Beck) – 7:21 (Ozzy Osbourne, Andrew Watt, Robert Trujillo, Chad Smith, Ali Tamposi)
2. Immortal (feat. Mike McCready) – 3:03 (Osbourne, Watt, Smith, Tamposi, Duff McKagan)
3. Parasite (feat. Zakk Wylde) – 4:05 (Osbourne, Watt, Trujillo, Tamposi, Taylor Hawkins)
4. No Escape from Now (feat. Tony Iommi) – 6:46 (Osbourne, Watt, Smith, Tamposi, Iommi)
5. One of Those Days (feat. Eric Clapton) – 4:40 (Osbourne, Watt, Smith, Tamposi, McKagan)
6. A Thousand Shades (feat. Jeff Beck) – 4:26 (Osbourne, Watt, Smith, Tamposi, Ryan Tedder)
7. Mr. Darkness (feat. Zakk Wylde) – 5:35 (Osbourne, Watt, Trujillo, Tamposi, Hawkins)
8. Nothing Feels Right (feat. Zakk Wylde) – 5:35 (Osbourne, Watt, Smith, Tamposi, Chris Chaney)
9. Evil Shuffle (feat. Zakk Wylde) – 4:10 (Osbourne, Watt, Trujillo, Smith, Tamposi)
10. Degradation Rules (feat. Tony Iommi) – 4:10 (Osbourne, Watt, Smith, Trujillo)
11. Dead and Gone – 4:32 (Osbourne, Watt, Trujillo, Smith, Tamposi)
12. God Only Knows – 5:00 (Osbourne, Watt, Tamposi, Hawkins)
13. Darkside Blues – 1:47 (Osbourne, Watt)

## Formazione
Crediti dalle note di copertina di Patient Number 9.
- Ozzy Osbourne – voce (tracce 1–13), armonica a bocca (tracce 10, 13)
- Andrew Watt – chitarra (tracce 1–3, 5–13), basso (tracce 4, 6, 7, 9, 12), tastiera (tracce 1, 5–7, 11, 12), pianoforte (tracce 3, 6, 12), batteria (tracce 11, 12), cori (tracce 1–13), produzione (tracce 1–13)

Musicisti
- Zakk Wylde – chitarra (tracce 1–3, 6–9, 11, 12), tastiera (tracce 1, 5, 7, 9), organo (traccia 8)
- Jeff Beck – chitarra (tracce 1, 6)
- Tony Iommi – chitarra (tracce 4, 10)
- Mike McCready – chitarra (traccia 2)
- Eric Clapton – chitarra (traccia 5)
- Josh Homme – chitarra (traccia 12)
- Robert Trujillo – basso (tracce 1, 3, 7, 9–12)
- Duff McKagan – basso (tracce 2, 5)
- Chris Chaney – basso (traccia 8)
- Chad Smith – batteria (tracce 1, 2, 4–6, 8–12), percussioni (traccia 6)
- Taylor Hawkins – batteria (tracce 3, 7, 12), percussioni (traccia 3)
- James Poyser – organo (traccia 5)

Orchestra
- David Campbell – arrangiamenti orchestrali (tracce 6, 11)
- Charlie Bisharat – violino (tracce 6, 11)
- Roberto Cani – violino (traccia 6)
- Mario DeLeon – violino (traccia 6)
- Nina Evtuhov – violino (traccia 6)
- Songa Lee – violino (tracce 6, 11)
- Natalie Leggett – violino (tracce 6, 11)
- Philipp Levy – violino (traccia 6)
- Alyssa Park – violino (traccia 6)
- Michele Richards – violino (traccia 6)
- Neil Samples – violino (tracce 6, 11)
- Jennifer Takamatsu – violino (traccia 6)
- Kerenza Peackock – violino (traccia 11)
- Sara Parkins – violino (traccia 11)
- Andrew Duckles – viola (tracce 6, 11)
- Zachary Dellinger – viola (traccia 6)
- David Walther – viola (tracce 6, 11)
- Jacob Braun – violoncello (tracce 6, 11)
- Paula Hochhalter – violoncello (tracce 6, 11)
- Ross Gasworth – violoncello (traccia 6)
- Jeff Wolfe – cori (traccia 12)
- Holly Laessig – cori (traccia 12)

## Classifiche

### Classifiche settimanali
| Classifica (2022) | Posizione massima |
| ----------------- | ----------------- |
| Austria           | 2                 |
| Belgio (Fiandre)  | 7                 |
| Belgio (Vallonia) | 6                 |
| Canada            | 1                 |
| Croazia           | 16                |
| Danimarca         | 9                 |
| Finlandia         | 2                 |
| Francia           | 14                |
| Germania          | 2                 |
| Irlanda           | 22                |
| Italia            | 2                 |
| Norvegia          | 4                 |
| Nuova Zelanda     | 6                 |
| Paesi Bassi       | 9                 |
| Polonia           | 2                 |
| Portogallo        | 10                |
| Regno Unito       | 2                 |
| Spagna            | 8                 |
| Stati Uniti       | 3                 |
| Svezia            | 2                 |
| Svizzera          | 3                 |
| Ungheria          | 2                 |

### Classifiche di fine anno
| Classifica (2022) | Posizione |
| ----------------- | --------- |
| Austria           | 74        |
| Polonia           | 80        |
| Svizzera          | 46        |